# Karl August Wittfogel

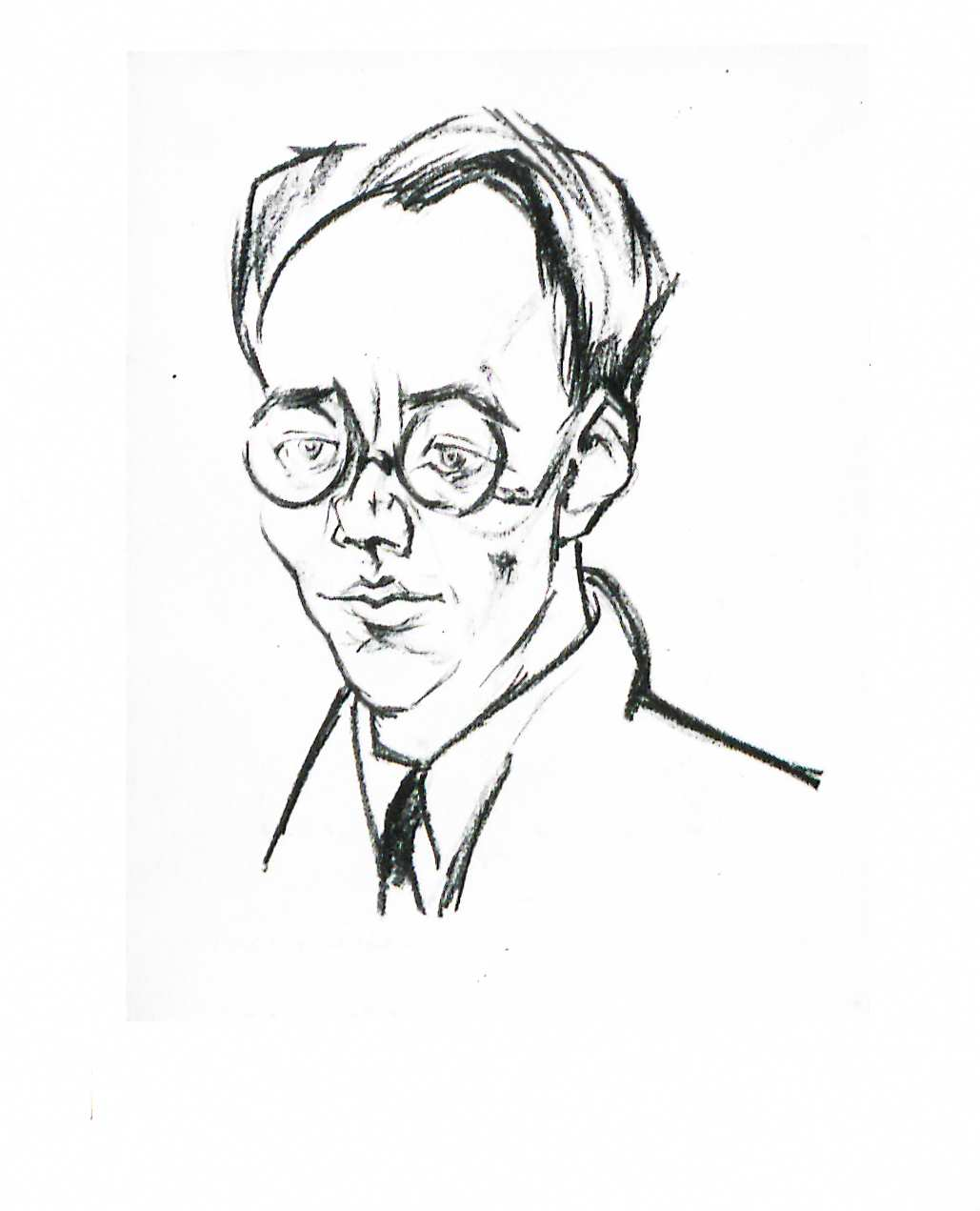
Lajos Tihanyi: Karl Wittfogel (1926)

Karl August Wittfogel (* 6. September 1896 in Woltersdorf, Kreis Lüchow; † 25. Mai 1988 in New York City) war ein deutscher bzw. ab 1941 US-amerikanischer Soziologe und Sinologe.
Einige seiner wichtigsten Bücher sind die Dissertation Wirtschaft und Gesellschaft Chinas (1931) und die mit Feng Chia-Sheng verfasste History of Chinese Society, Liao (1947), das Ergebnis des Chinese History Project. Sein Hauptwerk ist Oriental Despotism (1957), übersetzt Die orientalische Despotie. Wittfogels Arbeiten über China beruhen auf Max Weber und Karl Marx.

## Leben

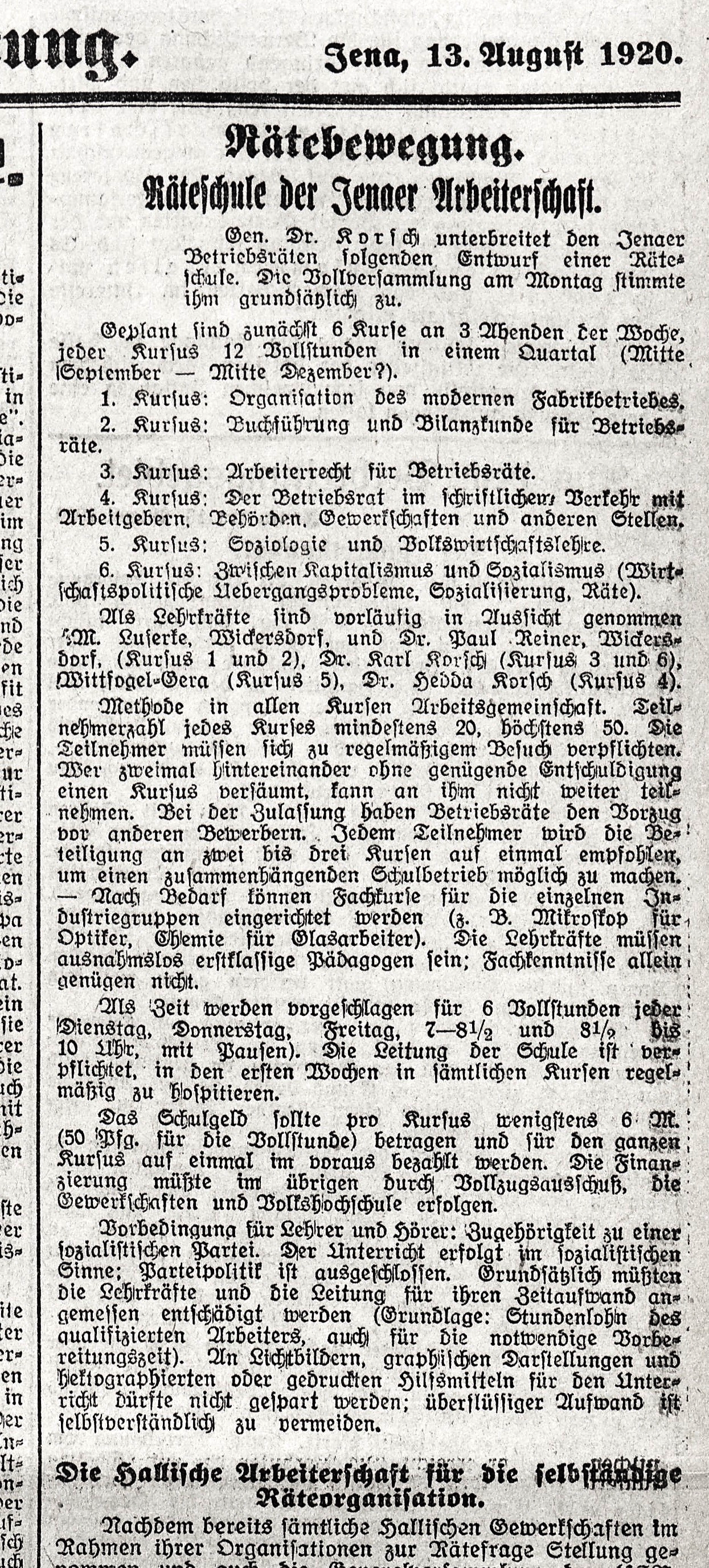
Neue Zeitung (Jena), 2. Jg., Nr. 177, 13. August 1920, Beilage, S. 1

Karl August Wittfogel war Sohn eines Lehrers. Er besuchte das Johanneum Lüneburg und war in der Jugendbewegung Wandervogel aktiv. Nach dem Abitur 1914 studierte er Philosophie, Geschichte, Soziologie, Geographie in Leipzig, München, Berlin und Rostock. 1917 wurde er zum Kriegsdienst als Fernmelder eingezogen.
1918 trat er der USPD bei und 1920, nach der Vereinigung von USPD Mehrheit und KPD, der VKPD. Zusammen mit Paul Reiner, Karl und Hedda Korsch sowie Martin Luserke war Wittfogel 1920 als Lehrer einer Räteschule der Jenaer Arbeiterschaft vorgesehen. Lehrer und Kursteilnehmer mussten einer sozialistischen Partei angehören. 1921 begann er sein Sinologie-Studium in Leipzig bei August Conrady und Eduard Erkes. In dieser Zeit war er eine der führenden Persönlichkeiten der Kommunistischen Studentenfraktion (Kostufra) in Deutschland.
Wittfogel hatte seinen ersten schriftstellerischen Erfolg als Bühnenautor, mit jugendlich-revolutionären Stücken, die vom Malik-Verlag publiziert wurden. Sein Stück Der Krüppel war 1920 Teil des Eröffnungsprogramms von Erwin Piscators Berliner Proletarischem Theater. 1925 war er zudem Kulturredakteur der KPD-Tageszeitung Die Rote Fahne. Er war Mitglied in der Roten Gruppe und später im Bund proletarisch-revolutionärer Schriftsteller, für dessen Linkskurve er Aufsätze über Ästhetik verfasste. 1932 nannte er in einer sehr kritischen Rezension in der Linkskurve den Roman von Hans Fallada Bauern, Bonzen und Bomben einen „faschistischen Bauernroman“. Kurt Tucholsky bewertete das Buch Falladas hingegen in seiner 1931 verfassten Rezension als „ein politisches Lehrbuch der Fauna Germanica, wie man es sich nicht besser wünschen kann“.

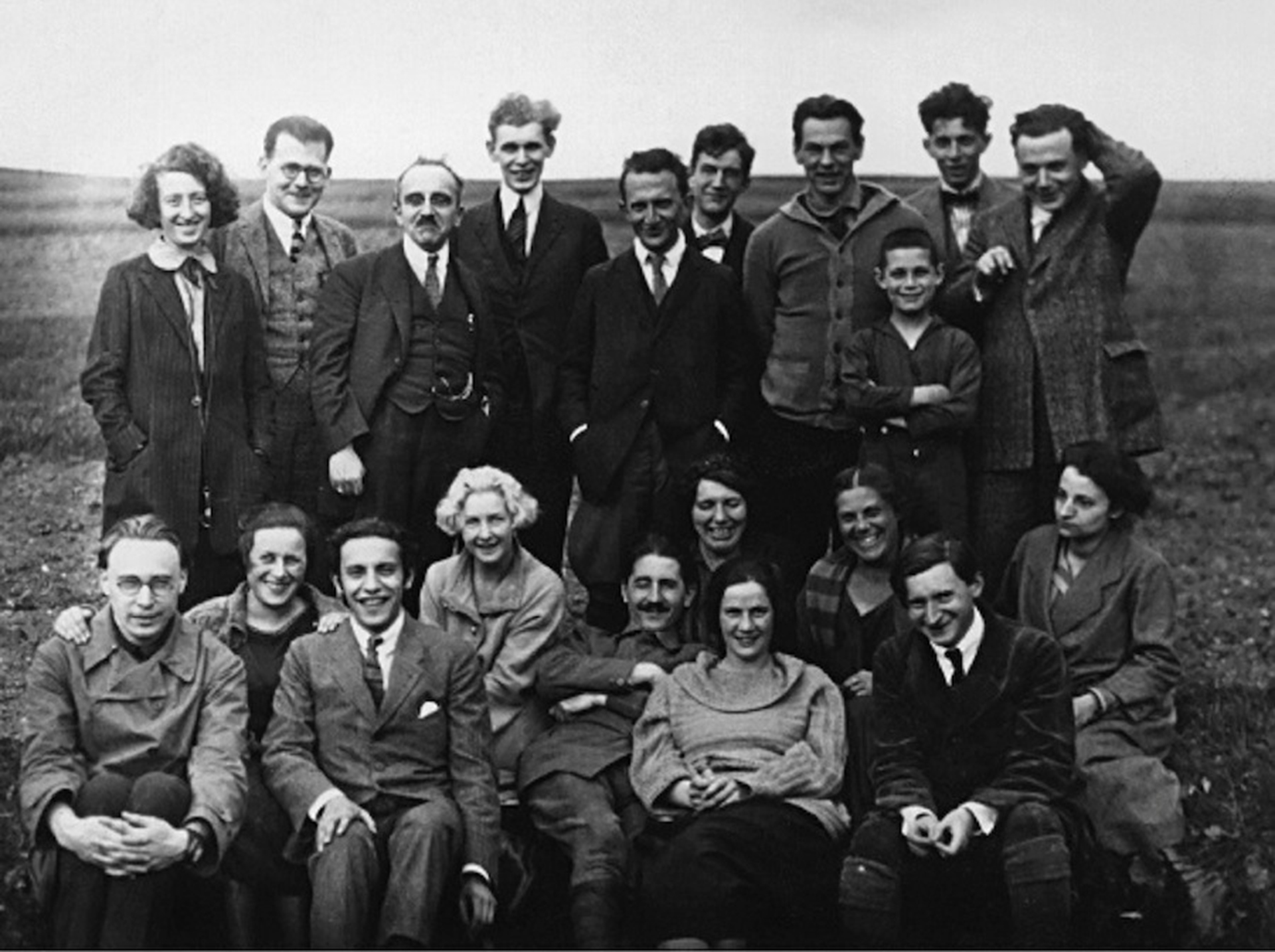
Marxistische Arbeitswoche 1923 – sitzend v. li. n. re.: Karl August Wittfogel, Rose Wittfogel (1889–), unbekannt, Christiane Sorge, Karl Korsch, Hedda Korsch, Käthe Weil, Margarete Lissauer (1876–1932), Béla Fogarasi, Gertrud Alexander – stehend v. li. n. re.: Hede Massing, Friedrich Pollock, Eduard Ludwig Alexander, Konstantin Zetkin, Georg Lukács, Julian Gumperz, Richard Sorge, Karl Alexander (Kind), Felix Weil, unbekannt

Im März 1922 trug Wittfogel vor einem Kongress sozialistischer und kommunistischer Studierender seine Kritik der bestehenden Wissenschaft vor, die er anschließend unter dem Titel Die Wissenschaft der bürgerlichen Gesellschaft. Eine marxistische Untersuchung veröffentlichte. Im Sommer 1922 schrieb er für die Zeitung des kommunistischen Jugendverbandes Die Junge Garde eine Reihe von Artikeln über die Anfänge der menschlichen Gesellschaft, die er in erweiterter Fassung als Broschüre unter dem Titel Vom Urkommunismus bis zur proletarischen Revolution. Erster Teil: Urkommunismus und Feudalismus mit Hilfe von Béla Fogarasi veröffentlichte. Die daran anschließende Artikelserie bildete das Kerngerüst für das Buch Geschichte der bürgerlichen Gesellschaft, das im Sommer 1923 abgeschlossen war und im Herbst 1924 erschien.
Als Lehrer an der Heimvolkshochschule Tinz hatte er 1920 Karl Korsch kennengelernt. Rose Schlesinger hatte er 1921 geheiratet. Felix Weil setzte ihnen in Berlin im Sommer 1922 den Plan zur Gründung eines Frankfurter Instituts für Sozialforschung auseinander. Während Rose Anfang 1923 hierfür die sozialwissenschaftliche Bibliothek organisierte, bekam Wittfogel selbst darin Hausrecht. Als Teilnehmer der Marxistischen Arbeitswoche Pfingsten 1923 lernte er Georg Lukács und auch Korschs Ansichten näher kennen.
Wittfogel schrieb seine erste Arbeit über China als Mitarbeiter des Frankfurter Instituts. Das erwachende China (1926) handelt vom Machtkampf zwischen Sun Yatsen und Yuan Shikai, ging aber weit in die Wirtschafts- und Sozialgeschichte Chinas zurück.  Die Aufsätze Probleme der chinesischen Wirtschaftsgeschichte und Voraussetzungen und Grundelemente der chinesischen Landwirtschaft entstanden. 1930 wurde Wittfogel mit der umfangreichen Arbeit Wirtschaft und Gesellschaft Chinas in Frankfurt promoviert. Er hat sich in dieser Zeit auch intensiv mit der politischen Geographie Karl Haushofers (Geopolitik) beschäftigt sowie mit der Planwirtschaft in der Sowjetunion. Wittfogel nahm 1931 an Sitzungen der Arbeitsgemeinschaft Planwirtschaft (Arplan) von Friedrich Lenz und Arvid Harnack teil.
In diese Zeit fiel ein Aufenthalt am Marx-Engels-Institut in Moskau. Die These einer besonderen asiatischen Produktionsweise, die Wittfogel gerade als Marxisten interessierte, stieß 1931 auf der Leningrader Konferenz auf erbitterten Widerstand. Hatte Wittfogel 1928 mit E. S. Varga und David Rjasanow noch offen über die asiatische Produktionsweise sprechen können, so musste er jetzt erleben, dass der Begriff tabuisiert wurde. Feudalismus galt jetzt als der hierfür zutreffende Ausdruck. Wittfogel lehrte Anfang der 1930er Jahre am Internationalen Agrar-Institut und konnte 1932 mit Unterstützung der MASCH (Marxistische Arbeiterschule) China besuchen.
Im Gegensatz zu beinahe allen anderen Mitgliedern der Frankfurter Schule wurde Wittfogel 1933 (an der Schweizer Grenze) verhaftet und in das KZ Esterwegen, eines der Emslandlager, gebracht. Die russische Journalistin Olga Joffe (* 1897 in Jekaterinoslaw; † 1992), seine zweite Ehefrau, erreichte mit Hilfe von Friedrich Hielscher, Karl Haushofer und Richard Henry Tawney, dass er 1934 nach England emigrieren konnte und schließlich in die USA. Wittfogel brach nach und nach mit der KPD. Seine wissenschaftlichen Thesen über die asiatische Produktionsweise waren in Moskau 1931 auf heftigen, politisch begründeten Widerspruch gestoßen, Karl Radek erklärte dem überzeugten Parteikommunisten 1933 (ebenfalls in Moskau), die deutschen Arbeiter müssten eben einige Jahre Hitler auf sich nehmen. Der Hitler-Stalin-Pakt war ein schwerer Schlag, aber Wittfogel blieb bis nach dem Ende des Zweiten Weltkrieges in kommunistischen Strukturen tätig.
Wittfogel und Olga Lang konnten 1935–37 mit Unterstützung des International Institute of Social Research  in der Republik China forschen. Drei große Forschungsbereiche wurden benannt: The Chinese Family Project, The Chinese Bureaucracy Project und The Chinese Dynastic Histories Project. Aus dem letzteren Vorhaben entstand  das Chinese History Project, das von der Rockefeller-Stiftung gefördert wurde und, wie das Frankfurter Institut im Exil, an der Columbia University angesiedelt war. 1947 erschien als erstes Forschungsergebnis des CHP die History of Chinese Society, Liao. Die Rockefeller Foundation stellte aber 1949 die Förderung ein, Mitarbeiter verließen das Projekt nach dem Triumph der Kommunisten in China.
Wittfogel wurde von George E. Taylor 1947 als Professor für chinesische Geschichte an sein Far Eastern and Russian Institute in Seattle in Washington an der pazifischen Nordwestküste geholt. Dort lehrte auch Hellmut Wilhelm. Wittfogel blieb bis zu seiner Emeritierung im Jahre 1966 an der University of Washington. Er lebte dann in New York, zusammen mit seiner Ehefrau Esther Goldfrank, einer Anthropologin und Boas-Schülerin.
In der Zeit des Kalten Krieges war Wittfogel überzeugter Antikommunist. Während der McCarthy-Ära denunzierte er im August 1951 vor dem Senats-Unterausschuss für Innere Sicherheit (McCarran-Ausschuss) u. a. den kanadischen UNO-Chefdelegierten und Botschafter Egerton Herbert Norman als Kommunisten. Norman stritt alles ab, aber er blieb verdächtig und eine erneute Vorladung vor den Senatsausschuss für Innere Sicherheit trieb ihn 1957 in den Tod. Aus Angst, er könne Genossen verraten, beging Norman in Kairo Selbstmord. „Der Selbstmord Normans“, kommentierte The New York Times seinerzeit, „hat die amerikanische Regierung und ihre Mitglieder mit Schande bedeckt.“ Norman war allerdings Mitglied der englischen Partei gewesen. Wittfogel bereute sein Vorgehen später zutiefst. Er war für die intellektuelle Linke und natürlich für die westlichen Sympathisanten von Maoismus und Stalinismus zum Unberührbaren geworden.

## Werk
Mit seinen Arbeiten über die orientalischen Produktions- und Herrschaftsverhältnisse versuchte Wittfogel einerseits, die analytischen Ansätze von Karl Marx und Max Weber weiterzuführen und andererseits eine Grundlage zur Erklärung und Kritik der politischen Geschichte der Sowjetunion (Stalinismus) und der Volksrepublik Chinas darzustellen.
In dem Buch Geschichte der bürgerlichen Gesellschaft (1924) will Wittfogel nicht nur die Entwicklung der Gesellschaft aufzeigen, sondern auch zeigen, dass die Gesellschaft sich zwangsläufig zu einem inneren Marxismus hinbewegen wird. Eigentlich war dieses Werk in drei Bänden geplant, der erste Band Urkommunismus und Feudalismus (1922), der Urkommunismus und Ausprägungen des Feudalismus behandelt, ist auch als kleine selbstständige Schrift erschienen. Im zweiten Band wendet sich Wittfogel der politischen Ökonomie zu, die er grundsätzlich marxistisch analysiert. Eigentlich war auch ein dritter Band über den modernen Hochkapitalismus geplant, der aber nie erschienen ist.
In seinem Buch Wirtschaft und Gesellschaft Chinas (1931) entwickelt Wittfogel die Theorie der hydraulischen Gesellschaft. Kurzgefasst besagt seine Theorie: Die Regulierung und Verteilung der ungünstig verteilten Wasservorkommen ist für die Menschen schon seit Jahrtausenden eine Herausforderung. Bis ins 18. Jahrhundert hinein war China im Bau von Deichen, Transportkanälen und Bewässerungssystemen dem Westen weit überlegen. Diese Aufgaben erforderten die zentralstaatlich gelenkte Realisierung solcher Großprojekte und der Erhalt der Wasserbauten sowie die davon abhängige bürokratische Organisation mit massenhafter Zwangsrekrutierung von Arbeitskräften.
Wittfogel setzte (in seiner post-marxistischen Schaffensphase) dem monolinearen, deterministischen Geschichtsmodell des Marxismus (das sich mit quasi naturgesetzlicher Notwendigkeit in eine bestimmte Richtung entwickelt) das Konzept einer mehrlinigen geschichtlichen Entwicklung entgegen, in dem das Freiheitsmoment und die Verantwortung des Individuums eine entscheidende Rolle spielen.
Mitten im Kalten Krieg veröffentlichte Wittfogel sein Hauptwerk, Oriental Despotism (dt. Die orientalische Despotie – Eine vergleichende Untersuchung totaler Macht, Köln, Berlin 1962). Wittfogel, der in deutschen Konzentrationslagern die brutale Gewalt totalitärer Diktatur am eigenen Leib erlebt hatte, verstand seine Arbeit als wissenschaftlichen Beitrag im ideologischen Kampf gegen den sowjetischen Kommunismus. Im Bolschewismus der Sowjetunion sah Wittfogel den modernen Nachfolger der zaristischen Despotie. Russland sei durch die jahrhundertelange Mongolenherrschaft asiatisiert worden und habe die in Ostasien entstandenen despotischen Strukturen adaptiert. Lenin habe die Geschichte der despotischen Enteignung und Unterdrückung in verhängnisvoller Weise nur fortgeschrieben.
Wittfogel postuliert, dass die alten orientalischen Autokratien, die sich auf der Basis künstlicher Bewässerungssysteme an den großen Strömen des Euphrat, Jangtsekiang, Indus und Nil entwickelten und heute als die zivilisatorischen Wiegen der Menschheit gelten, zu einem bestimmten Gesellschafts- und Herrschaftstypus gehören, der „hydraulischen Gesellschaft“. Sie bildete die materielle Basis der beständigen „asiatischen“ oder „orientalischen“ Despotie, einem Herrschaftssystem, das sich später in Gebiete ohne künstliche Bewässerungssysteme, wie zum Beispiel Russland ausbreiten konnte. Die Machtstruktur dieses Systems hatte angeblich in den Kulturen des Orients über Jahrtausende hin fast unverändert Bestand und sei in unterschiedlichen geographischen Gebieten Asiens bis heute anzutreffen.
Der Typus der „Orientalischen Despotie“ ist der Zentralismus in Gesellschaften, deren (land-)wirtschaftliche Basis überdimensionierte, nicht von lokalen Gemeinschaften, sondern nur von der Zentralgewalt zu errichtende  und kontrollierbare Bewässerungssysteme sind. Wittfogel schreibt: „Je intensiver auf der Seite des Bewässerungsbaus der Arbeitsprozess wird, umso mehr schrumpft die zur Reproduktion der unmittelbaren Produzenten notwendige Bodenfläche zusammen und umso unrentabler wird die Anwendung von Arbeitstieren und entwickelten Arbeitsgeräten.“
Diese Intensivierung erklärt, warum in Bewässerungsgebieten ein sehr ertragreicher Ackerbau möglich ist, der aber auf Bewässerungssysteme angewiesen ist und den Bau gigantischer Bewässerungsanlagen und heute vor allem von Staudämmen erfordert. Dies erfordert laut Wittfogel die Organisationskraft eines bürokratischen Zentralstaates mit einem Alleinherrscher an der Spitze, der allein über die Macht und die Ressourcen verfügte, große Arbeiterheere zu dirigieren.
Wittfogel, der diesen Idealtypus anhand von China konzipierte, darin Max Weber folgend, der in seiner Herrschaftstypologie den Typus sultanistische Herrschaft ebenfalls am chinesischen Kaiserreich definiert hatte, beschreibt die Orientalische Despotie so als ein autokratisches System. Der Kaiser, gestützt auf eine hierarchisch organisierte Bürokratie, übte totale Herrschaft aus. Er konnte ungestraft Repression und Terror als Herrschaftsinstrumente einsetzen, denn es gab keine wirksamen konstitutionellen Schranken oder gesellschaftlichen Gegengewichte (wie es in Europa die Feudalaristokratie bildete), um seine Macht des Alleinherrschers zu begrenzen. Der Despot verstärkt und verfestigt seine Position noch, indem er die Religion dem Staat unterordnet. Religiöse und staatlichen Autorität werden eins. Diese systemische Machtzusammenballung impliziert die Gefahr der Entartung des Absolutismus zur Tyrannis.
Die Theorie der „hydraulischen Despotie“ wurde von mehreren anderen Historikern abgelehnt, etwa von Joseph Needham. Arnold J. Toynbee warf Wittfogel vor, die von den griechischen Historikern in der Antike erfundene Propaganda des „guten Europa“ und „bösen Asien“ zu bedienen. Die Schwäche von Wittfogel liege vor allem darin, dass ihm nicht gelinge, alle orientalischen Großreiche der Vergangenheit angemessen zu beschreiben. Pierre Vidal-Naquet und Barrington Moore vom Harvard Russian Research Center kritisierten Wittfogel fair und taten ihn nicht in Bausch und Bogen ab.
Wittfogels Theorie hatte akademischen Einfluss in der Anthropologie, auch dank seiner Frau Esther Schiff Goldfrank. Mesoamerika und Peru wurden in Seminaren auf hydraulischen Despotismus untersucht. Der Anthropologe Julian Steward und dessen Schüler wie Eric Wolf oder Sidney Mintz fanden sich durch Wittfogel bestätigt; Stewards anfängliche Begeisterung ließ im Laufe der Zeit nach.
Später berief sich Samuel P. Huntington in seinem Werk Kampf der Kulturen ausdrücklich auf Wittfogel.
Die Staatsklassentheorie von Hartmut Elsenhans würdigt die Leistung Wittfogels.

## Werke
- Vom Urkommunismus bis zur proletarischen Revolution. Eine Skizze der Entwicklung der menschlichen Gesellschaft. Verlag Junge Garde, Berlin 1922.
- Der Mann der eine Idee hat. Erotisches Schauspiel in vier Akten. (= Sammlung revolutionärer Bühnenwerke. VII). Malik, Berlin 1922.
- Wer ist der Dümmste? Eine Frage an das Schicksal. In einem Vorspiel und vier Akten. (= Sammlung revolutionärer Bühnenwerke. 8). Malik, Berlin 1923.
- Geschichte der bürgerlichen Gesellschaft. Von ihren Anfängen bis zur Schwelle der großen Revolution, Malik Verlag, Berlin 1924 (Reprint Neuer ISP-Verlag, Köln 1980, ISBN 978-3-929008-18-0).
- Der Wolkenkratzer. Amerikanischer Sketch. Malik Verlag, Berlin 1924.
- Das erwachende China. Ein Abriß der Geschichte und der gegenwärtigen Probleme Chinas. Agis-Verlag, Wien 1926.
- als Hrsg.: Sun Yat Sen. Aufzeichnungen eines chinesischen Revolutionärs. Hrsg. u. eingel. durch eine Darstellung der Entwicklung Sun Yat Sens und des Sun-Yat-Senismus von K. A. Wittfogel. (Ins Deutsche übers. von G. Iversen) Agis-Verlag, Wien/Berlin 1927.
- Wirtschaft und Gesellschaft Chinas. Versuch der wissenschaftlichen Analyse einer grossen asiatischen Agrargesellschaft. 1. Teil: Produktivkräfte, Produktions- und Zirkulationsprozess. C.L. Hirschfeld, Leipzig 1931.
- Mao Tse-tung. Liberator or destroyer of the Chinese peasants? Free Trade Union Committee, American Federation of Labor, New York [1955].
- Oriental Despotism. A Comparative Study of Total Power. Yale University Press, New Haven 1957 (6. Auflage. 1967 Digitalisat) (deutsche Ausgabe: Die orientalische Despotie. Eine vergleichende Untersuchung totaler Macht, Ullstein, Frankfurt a. M. 1981, ISBN 3-548-35148-4)
- Die natürlichen Ursachen der Wirtschaftsgeschichte. Prolit-Buchvertrieb, Giessen 1970, [Nachdr. d. Ausg.] Tübingen 1932.